# 庫米人
庫米人主要分布於孟加拉國吉大港山區和緬甸若開邦。庫米人是孟加拉國人口最少的民族。

## 歷史
在吉大港山區分布的众多民族中，好戰的库米人經常攻擊鮑姆人等小部族。庫米人過去主要于阿拉干地區生活，但後來庫米人由于在战斗中失利从而集体迁往吉大港山區。
現在库米人主要生活在班多爾班縣。

## 宗教與文化
庫米人是萬物有靈論者。男人們留著長發，將頭髮束在頭上。他們依賴於輪耕農業。